# Aspergillus conicus
Aspergillus conicus är en svampart som beskrevs av Blochwitz 1914. Aspergillus conicus ingår i släktet Aspergillus och familjen Trichocomaceae.   Inga underarter finns listade i Catalogue of Life.